# 冯少武
冯少武（1940年2月—），男，汉族，天津寶坻人，中国人民解放军少将，毕业于解放军政治学院完成班一期。

## 生平[1]
1958年12月，参军，任陆军战士、班长、排长。1960年11月，加入中国共产党。1965年，任解放军军政治部青年处于事。1976年4月任，师政治部组织科科长。1979年5月，任师炮兵团政治委员。1980年至1982年，在解放军政治学院完成班一期学习。1982年8月，任师政治部主任、政治委员。1984年，任总政治部干部部预备役处处长。1986年后，任全军离休退休干部工作领导小组办公室主任，总政治部老干部局局长。1988年被授予大校军衔。1990年6月，任解放军总参谋部政治部主任、党委书记，总参谋部党委委员。1991年，授予少将军衔。1992年11月，任总参谋部纪委副书记。1992年10月，在中共第十四次全国代表大会上当选为中央纪律检查委员会委员。1994年至1999年6月，任解放军装甲兵工程学院政治委员。2000年，退役。